# Colonomyia acutistyla
Colonomyia acutistyla är en tvåvingeart som beskrevs av Loïc Matile och Duret 1994. Colonomyia acutistyla ingår i släktet Colonomyia och familjen Rangomaramidae. Inga underarter finns listade i Catalogue of Life.